# 1re étape du Tour d'Espagne 2004
Pour un article plus général, voir Tour d'Espagne 2004.
La 1re étape du Tour d'Espagne 2004 a eu lieu le 4 septembre 2004 dans la ville de León sur une distance de 30 km et sous la forme d'un contre-la-montre par équipes. Elle a été remportée par l'équipe US Postal Service-Berry Floor devant la T-Mobile et Illes Balears-Banesto. L'Américain Floyd Landis passe le premier la ligne et porte le premier maillot de cette édition du Tour d'Espagne à l'issue de l'étape.

## Classement de l'étape
| \| Classement de l'étape \| Classement de l'étape \| Classement de l'étape \| Classement de l'étape \| Classement de l'étape \| \| Coureur \| Coureur \| Pays \| Équipe \| Temps \| \| --------------------- \| ----------------------------- \| --------------------- \| --------------------- \| --------------------- \| \| 1re \| US Postal Service-Berry Floor \| \| \| 30 min 45 s \| \| 2e \| T-Mobile \| \| \| + 31 s \| \| 3e \| Illes Balears-Banesto \| \| \| + 56 s \| \| 4e \| Comunidad Valenciana-Kelme \| \| \| + 58 s \| \| 5e \| Phonak Hearing Systems \| \| \| + 1 min 01 s \| \| 6e \| CSC \| \| \| + 1 min 24 s \| \| 7e \| Fassa Bortolo \| \| \| + 1 min 25 s \| \| 8e \| Liberty Seguros \| \| \| + 1 min 28 s \| \| 9e \| Saeco \| \| \| + 1 min 38 s \| \| 10e \| Relax-Bodysol \| \| \| + 1 min 41 s \| |                               |      |        |              |
| |                               |      |        |              |
| |                               |      |        |              |
| Classement de l'étape |                               |      |        |              |
| Coureur | Coureur                       | Pays | Équipe | Temps        |
| 1re | US Postal Service-Berry Floor |      |        | 30 min 45 s  |
| 2e | T-Mobile                      |      |        | + 31 s       |
| 3e | Illes Balears-Banesto         |      |        | + 56 s       |
| 4e | Comunidad Valenciana-Kelme    |      |        | + 58 s       |
| 5e | Phonak Hearing Systems        |      |        | + 1 min 01 s |
| 6e | CSC                           |      |        | + 1 min 24 s |
| 7e | Fassa Bortolo                 |      |        | + 1 min 25 s |
| 8e | Liberty Seguros               |      |        | + 1 min 28 s |
| 9e | Saeco                         |      |        | + 1 min 38 s |
| 10e | Relax-Bodysol                 |      |        | + 1 min 41 s |

## Classement général
| \| Classement général \| Classement général \| Classement général \| Classement général \| Classement général \| \| Coureur \| Coureur \| Pays \| Équipe \| Temps \| \| ------------------ \| -------------------- \| ------------------ \| ----------------------------- \| ------------------ \| \| 1er \| Floyd Landis \| États-Unis \| US Postal Service-Berry Floor \| 30 min 45 s \| \| 2e \| Michael Barry \| Canada \| US Postal Service-Berry Floor \| + 0 s \| \| 3e \| Víctor Hugo Peña \| Colombie \| US Postal Service-Berry Floor \| + 0 s \| \| 4e \| Manuel Beltrán \| Espagne \| US Postal Service-Berry Floor \| + 0 s \| \| 5e \| David Zabriskie \| États-Unis \| US Postal Service-Berry Floor \| + 0 s \| \| 6e \| Benoît Joachim \| Luxembourg \| US Postal Service-Berry Floor \| + 0 s \| \| 7e \| Max van Heeswijk \| Pays-Bas \| US Postal Service-Berry Floor \| + 0 s \| \| 8e \| Erik Zabel \| Allemagne \| T-Mobile \| + 31 s \| \| 9e \| Alexandre Vinokourov \| Kazakhstan \| T-Mobile \| + 31 s \| \| 10e \| Tomáš Konečný \| Tchéquie \| T-Mobile \| + 31 s \| |                      |            |                               |             |
| |                      |            |                               |             |
| |                      |            |                               |             |
| Classement général |                      |            |                               |             |
| Coureur | Coureur              | Pays       | Équipe                        | Temps       |
| 1er | Floyd Landis         | États-Unis | US Postal Service-Berry Floor | 30 min 45 s |
| 2e | Michael Barry        | Canada     | US Postal Service-Berry Floor | + 0 s       |
| 3e | Víctor Hugo Peña     | Colombie   | US Postal Service-Berry Floor | + 0 s       |
| 4e | Manuel Beltrán       | Espagne    | US Postal Service-Berry Floor | + 0 s       |
| 5e | David Zabriskie      | États-Unis | US Postal Service-Berry Floor | + 0 s       |
| 6e | Benoît Joachim       | Luxembourg | US Postal Service-Berry Floor | + 0 s       |
| 7e | Max van Heeswijk     | Pays-Bas   | US Postal Service-Berry Floor | + 0 s       |
| 8e | Erik Zabel           | Allemagne  | T-Mobile                      | + 31 s      |
| 9e | Alexandre Vinokourov | Kazakhstan | T-Mobile                      | + 31 s      |
| 10e | Tomáš Konečný        | Tchéquie   | T-Mobile                      | + 31 s      |

## Classements annexes
| Classement par points | Classement par points | Classement par points | Classement par points         | Classement par points |
| Coureur               | Coureur               | Pays                  | Équipe                        | Points                |
| --------------------- | --------------------- | --------------------- | ----------------------------- | --------------------- |
| 1er                   | Floyd Landis          | États-Unis            | US Postal Service-Berry Floor | 25 pts                |
| 2e                    | Michael Barry         | Canada                | US Postal Service-Berry Floor | 20 pts                |
| 3e                    | Víctor Hugo Peña      | Colombie              | US Postal Service-Berry Floor | 16 pts                |
| 4e                    | Manuel Beltrán        | Espagne               | US Postal Service-Berry Floor | 14 pts                |
| 5e                    | David Zabriskie       | États-Unis            | US Postal Service-Berry Floor | 12 pts                |

| Classement par points | Classement par points | Classement par points | Classement par points         | Classement par points |
| Coureur               | Coureur               | Pays                  | Équipe                        | Points                |
| --------------------- | --------------------- | --------------------- | ----------------------------- | --------------------- |
| 1er                   | Floyd Landis          | États-Unis            | US Postal Service-Berry Floor | 25 pts                |
| 2e                    | Michael Barry         | Canada                | US Postal Service-Berry Floor | 20 pts                |
| 3e                    | Víctor Hugo Peña      | Colombie              | US Postal Service-Berry Floor | 16 pts                |
| 4e                    | Manuel Beltrán        | Espagne               | US Postal Service-Berry Floor | 14 pts                |
| 5e                    | David Zabriskie       | États-Unis            | US Postal Service-Berry Floor | 12 pts                |

| Classement de la montagne | Classement de la montagne | Classement de la montagne | Classement de la montagne     | Classement de la montagne |
| Coureur                   | Coureur                   | Pays                      | Équipe                        | Points                    |
| ------------------------- | ------------------------- | ------------------------- | ----------------------------- | ------------------------- |
| 1er                       | Floyd Landis              | États-Unis                | US Postal Service-Berry Floor | 6 pts                     |
| 2e                        | David Zabriskie           | États-Unis                | US Postal Service-Berry Floor | 4 pts                     |
| 3e                        | Manuel Beltrán            | Espagne                   | US Postal Service-Berry Floor | 2 pts                     |
| 4e                        | Benoît Joachim            | Luxembourg                | US Postal Service-Berry Floor | 1 pt                      |

| Classement de la montagne | Classement de la montagne | Classement de la montagne | Classement de la montagne     | Classement de la montagne |
| Coureur                   | Coureur                   | Pays                      | Équipe                        | Points                    |
| ------------------------- | ------------------------- | ------------------------- | ----------------------------- | ------------------------- |
| 1er                       | Floyd Landis              | États-Unis                | US Postal Service-Berry Floor | 6 pts                     |
| 2e                        | David Zabriskie           | États-Unis                | US Postal Service-Berry Floor | 4 pts                     |
| 3e                        | Manuel Beltrán            | Espagne                   | US Postal Service-Berry Floor | 2 pts                     |
| 4e                        | Benoît Joachim            | Luxembourg                | US Postal Service-Berry Floor | 1 pt                      |

| Classement du combiné | Classement du combiné | Classement du combiné | Classement du combiné         | Classement du combiné |
| Coureur               | Coureur               | Pays                  | Équipe                        | Points                |
| --------------------- | --------------------- | --------------------- | ----------------------------- | --------------------- |
| 1er                   | Floyd Landis          | États-Unis            | US Postal Service-Berry Floor | 3 pts                 |
| 2e                    | Manuel Beltrán        | Espagne               | US Postal Service-Berry Floor | 11 pts                |
| 3e                    | David Zabriskie       | États-Unis            | US Postal Service-Berry Floor | 12 pts                |
| 4e                    | Benoît Joachim        | Luxembourg            | US Postal Service-Berry Floor | 16 pts                |

| Classement du combiné | Classement du combiné | Classement du combiné | Classement du combiné         | Classement du combiné |
| Coureur               | Coureur               | Pays                  | Équipe                        | Points                |
| --------------------- | --------------------- | --------------------- | ----------------------------- | --------------------- |
| 1er                   | Floyd Landis          | États-Unis            | US Postal Service-Berry Floor | 3 pts                 |
| 2e                    | Manuel Beltrán        | Espagne               | US Postal Service-Berry Floor | 11 pts                |
| 3e                    | David Zabriskie       | États-Unis            | US Postal Service-Berry Floor | 12 pts                |
| 4e                    | Benoît Joachim        | Luxembourg            | US Postal Service-Berry Floor | 16 pts                |

| Classement par équipes | Classement par équipes        | Classement par équipes | Classement par équipes |
| Équipe                 | Équipe                        | Pays                   | Temps                  |
| ---------------------- | ----------------------------- | ---------------------- | ---------------------- |
| 1re                    | US Postal Service-Berry Floor | États-Unis             | 30 min 45 s            |
| 2e                     | T-Mobile                      | Allemagne              | + 1 min 33 s           |
| 3e                     | Illes Balears-Banesto         | Espagne                | + 2 min 48 s           |
| 4e                     | Comunidad Valenciana-Kelme    | Espagne                | + 2 min 54 s           |
| 5e                     | Phonak Hearing Systems        | Suisse                 | + 3 min 03 s           |

| Classement par équipes | Classement par équipes        | Classement par équipes | Classement par équipes |
| Équipe                 | Équipe                        | Pays                   | Temps                  |
| ---------------------- | ----------------------------- | ---------------------- | ---------------------- |
| 1re                    | US Postal Service-Berry Floor | États-Unis             | 30 min 45 s            |
| 2e                     | T-Mobile                      | Allemagne              | + 1 min 33 s           |
| 3e                     | Illes Balears-Banesto         | Espagne                | + 2 min 48 s           |
| 4e                     | Comunidad Valenciana-Kelme    | Espagne                | + 2 min 54 s           |
| 5e                     | Phonak Hearing Systems        | Suisse                 | + 3 min 03 s           |